# Finne (gemeente)
Finne is een gemeente in de Duitse deelstaat Saksen-Anhalt, en maakt deel uit van de Landkreis Burgenlandkreis.
Finne telt 1.143 inwoners.

## Indeling gemeente
De volgende Ortsteile maken deel uit van de gemeente:
- Billroda
- Lossa
- Tauhardt

## Mijnbouw

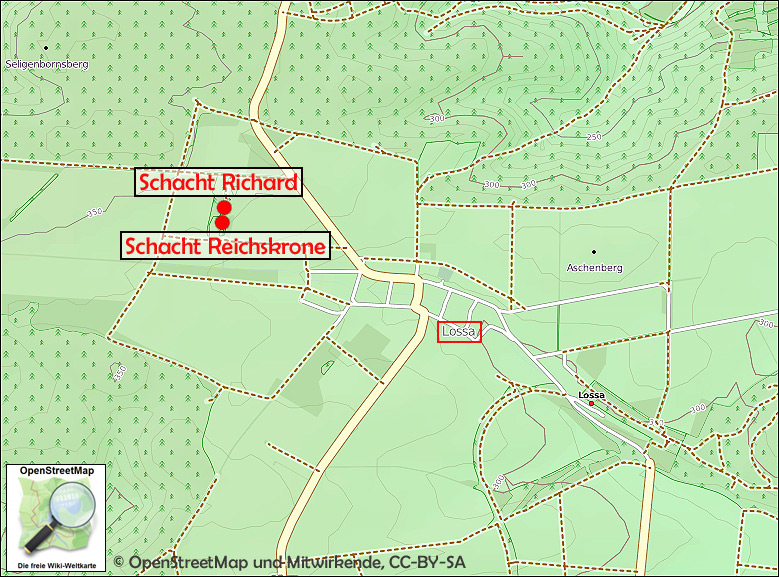
Ligging van de mijnschachten

Een kilometer ten noordwesten van de deelgemeente Lossa bevinden zich de verlaten mijnschachten en -gangen van de Kaliwerke Gewerkschaften Richard und Reichskrone. De twee schachten, waarmee in 1909 en 1910 werd begonnen liggen slechts dertig meter van elkaar. De ondergrondse gangen bevinden zich in een zone van ca. 850 m x 750 m.
Van 1913 tot 1916 werd hier ongeveer 100.000 ton carnalliet, een kali-erts, gewonnen. In 1921 werd de mijn volledig stilgelegd.
Voor de veiligheid zijn de schachten afgedekt en is de plaats door een draad omheind.
An der Poststraße · 
Bad Bibra · 
Balgstädt · 
Droyßig · 
Eckartsberga · 
Elsteraue · 
Finne · 
Finneland · 
Freyburg · 
Gleina · 
Goseck · 
Gutenborn · 
Hohenmölsen · 
Kaiserpfalz · 
Karsdorf · 
Kretzschau · 
Lanitz-Hassel-Tal · 
Laucha an der Unstrut · 
Lützen · 
Meineweh · 
Mertendorf · 
Molauer Land · 
Naumburg · 
Nebra · 
Osterfeld · 
Schnaudertal · 
Schönburg · 
Stößen · 
Teuchern · 
Weißenfels · 
Wethau · 
Wetterzeube · 
Zeitz